# Mirapinna esau
Mirapinna esau är en fiskart som beskrevs av Erik Bertelsen och Marshall, 1956. Mirapinna esau ingår i släktet Mirapinna och familjen Cetomimidae. Inga underarter finns listade i Catalogue of Life.